# Meriones crassus
Espèce
Statut de conservation UICN

 LC  : Préoccupation mineure
Meriones crassus est une espèce qui fait partie des rongeurs. C'est une gerbille de la famille des Muridés appelée en français Mérione du désert,, Gerbille de Jérusalem ou Mérione de Sundevall. Elle est originaire des déserts d'Afrique du Nord et du Moyen-Orient.